# Proti proudu
Proti proudu byl multikulturní open air festival, který se v letech 1997–2014 konal v areálech letního kina a parků v Moravských Budějovicích v okrese Třebíč.
Výtěžek z těchto ročníků byl vždy věnován na humanitární účely. Na festivalu se každý rok představila řada profesionálních i amatérských hudebních souborů z celé ČR i ze zahraničí.

## Historie
Úvodní ročník byl uspořádán v roce 1997 s myšlenkou pomoci oblastem postižených záplavami v České republice. Akce se zúčastnilo mnoho hudebních fanoušku.Následující, 2. ročník festivalu se konal na nádvoří moravskobudějovického zámku. Výtěžek byl věnován na podporu Alergologické ordinace v Třebíči. Výtěžky dalšího ročníku festivalu Proti proudu se pořadatelé rozhodli věnovat Základní škole T. G. Masaryka na podporu žáků se specifickými vzdělávacími potřebami. Festival v roce 1999 navštívily stovky příznivců rockové hudby.
4. ročník se konal v prostorách moravskobudějovického letního kina, na festivalu vystoupilo mnoho známých rockových skupin. Výtěžek byl předán ředitelce Zvláštní školy v M. Budějovicích. 5. ročník festivalu Proti proudu se uskutečnil také v prostorách letního kina v Moravských Budějovicích, které se ukázaly jako ideální. Výtěžek festivalu, který se setkal s mimořádně kladným ohlasem, byl věnován Dětskému domovu v Budkově.
VI. ročník se uskutečnil 13. července 2002 v areálu letního kina v Moravských Budějovicích. Výtěžek byl věnován Nadaci při ZŠ Havlíčkova ul. v Moravských Budějovicích. Festival i přes nepřízeň počasí navštívilo 1300 lidí. VII. ročník. se konal 12. července 2003 ve stejném areálu. Festival navštívilo více než 1400 hudebních příznivců. VIII. ročník navštívilo více než 1500 hudebních fanoušků. Festival se odehrával na třech scénách, kde se střídaly kvalitní amatérské hudební soubory s již etablovanými umělci tehdejší české hudební scény. 9. ročník byl poznamenán deštivým počasím. I přes to navštívilo festival 1100 návštěvníků v pátek a 1300 v sobotu. Tento ročník se pořadatelé rozhodli festival rozšířit na dva dny.
10. ročník proběhl první červencový víkend v Moravskobudějovickém letním kině. I v tomto roce festival neprobíhal v pěkném počasí. Tento ročník festivalu navštívilo 1300 návštěvníků. I přes nepřející počasí se návštěvníci za pomoci hudebních skupin bavili. Velký úspěch měla opět divadelní scéna v Městském kulturním středisku. Náročnost 10. ročníku si vybrala na pořadatelích svou daň a tak se v příštím roce (2007) festival Proti proudu neuskutečnil. Jako náhradu zrušeného festivalu se v termínu festivalu uskutečnil Pogo open air který navštívilo přes 600 lidí.
11. ročník proběhl opět na začátku července, hlavně příjemné počasí se odrazilo v návštěvnosti festivalu. Za oba festivalové dny přišlo okolo 2 500 návštěvníků. Na hlavní scéně vystoupili umělci jako např. Skyline, Mňága a Žďorp, Ohm square, Priessnitz, November 2nd a mnoho dalších. Odezva tisku, návštěvníků i interpretů byla velmi pozitivní. Radostnou zprávou se pro nás stalo zařazení festivalu Proti proudu časopisem Filter mezi 5 nejlepších malých festivalů v ČR. Výtěžek festivalu byl věnován nadačnímu fondu Asante Kenya. Na tiskovou konferenci přijela šek na 40 000 Kč převzít zakladatelka fondu moderátorka Lejla Abbasová.
XII. ročník byl organizačně nejnáročnějším za celou dobu konání festivalu. Množství hudebních skupin, objem propagace, kvalita aparatury, zastřešení festivalu, terénní úpravy bylo náročné. Festival za dva dny konání navštívilo takřka 3000 návštěvníků. Pátek se nesl nejen ve znamení tropického počasí ale také hudebního programu. Roztancované letní kino reagovalo na každou další skupinu. Britští DREDZONE si odvezli nejen festivalová trička, ale také zážitek z neskutečné atmosféry. V sobotu nás bohužel euforie z povedeného pátku rychle přešla. Veškerá aktivita pořadatelů se soustředila na zachraňování areálu před záplavou vody. Před vystoupením skupiny Kryštof do areálu dorazilo zhruba 500 dalších návštěvníků a areál se postupně zaplnil takřka na páteční úroveň. Atmosféra při koncertě Kryštof byla odměnou jak pořadatelům, tak promočeným návštěvníkům sobotního programu. Je třeba ještě připomenout vystoupení skupiny INSIDE KRU s hostem Icon the mic King a produkci v cirkusovém šapito, kde karlovarští djové Deadly Viperz produkovali svoji hudbu. Tento ročník byl návštěvníky i tiskem hodnocen jako nejzásadnější akce léta, která se na Vysočině přihodila.
V roce 2010 bohužel došlo díky krizi ke zmenšení zájmu sponzorů a partnerů. Přestože příprava festivalu byla v plném proudu a celým tým OSK4 pracoval několik měsíců usilovně na jeho zajištění, bylo nakonec rozhodnuto přípravy festivalu zastavit a neriskovat případný krach celé akce. Tato akce měla velkou odezvu mezi fanoušky festivalu. Např. na sociální síti Facebook vznikla skupina s názvem Chceme protiproudu zpět která nabrala během několika dní přes 1300 členů.
V roce 2014 bylo nakonec oznámeno, že se další ročník konat nebude. Stěžejním důvodem byl nedostatek financí.

## Interpreti
Následuje výčet nejznámějších interpretů, kteří na festivalu vystoupili:
- -123 min.
- 100 stupňů
- Anna K
- Babe.Ln
- Blue Sofa
- Bow wave
- B.S.P.
- Budoár staré dámy
- Burana Orffchester
- Clou
- Cocotte Minute
- Cosmopunk
- Čerstway vzduch
- Divoký srdce
- Dubioza kolektiv
- Dreadzone
- Elektrïck Mann
- Fru-Fru
- Gang ala basta
- Ghonzales
- Glayzy
- Here
- Inside Kru
- Jablkoň
- Jill a Steve Walsh
- Kaplik
- Kryštof
- Laura a její tygři
- Le pneumatik
- Lety mimo
- Mandrage
- Mňága a Žďorp
- Nana Zorin
- Narvan
- Navigators
- Noisecut
- November 2nd
- Ohm Square
- Pixie
- Polemic
- Post–it
- Priessnitz
- Roe – deer
- Saku
- Schodiště,
- Scissorhands
- Skyline
- Southpaw
- Sunshine
- Swordfishtrombones
- Tabletky
- The Prostitutes
- Tleskač
- Too much
- UDG
- U-Prag
- Václav Koubek
- Vltava
- Vypsaná fiXa
- Wohnout
- Žáha